# Llista d'artistes manga
Açò és una llista d'artistes manga, comunament referit per la paraula Japonesa de mangaka, independentment de la nacionalitat. Els noms romanitzats estan escrits en ordre occidental (els noms abans dels cognoms), mentre que els noms kanji estan escrits en japonès per l'ordre dels cognoms abans dels noms. Molts d'ells són pseudònims.
| Índex A B C D E F G H I J K L M N O P Q R S T U V W X Y Z |

## A
- Mitsuru Adachi (あだち 充)
- Uduki Aida (間 優月)
- Yu Aida (相田 裕) creador de Gunslinger Girl
- Miki Aihara (相原 実貴) creador de Hot Gimmick
- Mizuho Aimoto (愛本 みずほ)
- Haruka Aizawa (あいざわ 遥)
- Hiroshi Aizawa (あいざわひろし)
- Mila Aizawa (相沢 美良)
- Ryu Akagi (あかぎ りゅう)
- Tamiko Akahoshi (赤星 たみこ)
- Toreno Akai (紅井 採乃)
- Michiyo Akaishi (赤石 路代)
- Ken Akamatsu (赤松 健) - Creador de Love Hina i Mahou Sensei Negima!
- Fujio Akatsuka (赤塚 不二夫)
- Gomoku Akatsuki (あかつき ごもく)
- Sho Akechi (明智 抄)
- Aki Ito (秋糸)
- Osamu Akimoto (秋本 治) anteriorment Tatsuhiko Yamadome (山止たつひこ)
- Amano Akira (天野明) Creador de Katekyō Hitman Reborn!
- George Akiyama (ジョージ 秋山)
- Shiro Amano (天野 シロ)
- Yoshitaka Amano (天野 喜孝)
- Natsumi Ando (安藤 なつみ)
- Yuma Ando (安藤 夕馬)
- Moyoco Anno (安野 モヨコ)
- Nobuyuki Anzai (安西 信行)
- Futaba Aoi
- Hana Aoi (青井 はな)
- Yasuko Aoike (青池 保子)
- Kotomi Aoki (青木 琴美)
- Mitsue Aoki (青木 光恵)
- Takao Aoki (青木 たかお)
- Tetsuo Aoki (あおき てつお)
- Yuji Aoki (青木 雄二)
- Gosho Aoyama (青山 剛昌)
- Hideki Arai (新井 秀樹)
- Kiyoko Arai (あらい きよこ)
- Hiromu Arakawa (荒川 弘) Creadora de Fullmetal Alchemist
- Hirohiko Araki (荒木 飛呂彦)
- Tanemura Arina (種村 有菜)
- Hiroyuki Asada (浅田 弘幸)
- Yū Asagiri (あさぎり 夕)
- Yuya Asahina (朝比奈 ゆうや)
- Masashi Asaki (朝基 まさし)
- Maru Asakura (亜桜 まる)
- Sekaiichi Asakura (朝倉 世界一)
- Kia Asamiya (麻宮 騎亜)
- Hitoshi Ashinano (芦奈野 ひとし)
- Min Ayahana (彩花 みん)
- Rando Ayamine　(綾峰 欄人)
- Kiyohiko Azuma (あずま きよひこ)
- Mayumi Azuma (東 まゆみ)
- Ryō Azumi (あずみ 椋)

## B
- Daichi Banjou (万乗大智)
- Buronson (武論 尊)
- Francesco Bellissimo (ベリッシモ・フランチェスコ・喜広)
- Frédéric Boilet (フレデリック・ボワレ)
- Noboru Baba (馬場 のぼる)

## C
- Akio Chiba (ちばあきお or 千葉 亜喜生)
- Kiyokazu Chiba (千葉きよかず or 千葉潔和名義)
- Tetsuya Chiba (ちば てつや)
- Nanae Chrono (黒乃 奈々絵)
- Clamp - Creadores de Card Captor Sakura, X/1999, Tsubasa Reservoir Chronicles, etc.
- Stephen Campbell (Creador de Aerth Saga, Gessekai i so on.)

## D
- D[di:] (Deeth)

## E
- Tatsuya Egawa (江川 達也)
- Hisashi Eguchi (江口 寿志)
- Eiki EIKI (影木 栄貴)
- Hiroki Endo (遠藤 浩輝)
- Tatsuya Endo (遠藤 達哉)
- Kei Enue

## F
- Mihona Fujii (藤井 みほな)
- Fujio Fujiko (藤子 不二雄) - una parella de mangaques desfeta, Hiroshi Fujimoto (Fujiko F. Fujio) i Motoo Abiko (Fujiko Fujio (A)).
- Fujiko F. Fujio (藤子・F・不二雄)
- Fujiko Fujio (A) (藤子 不二雄A)
- Ryu Fujisaki (藤崎 竜)
- Tohru Fujisawa (藤沢 とおる Fujisawa Tōru)
- Kosuke Fujishima (藤島 康介)
- Kazuhiro Fujita (藤田 和日郎)
- Maguro Fujita (藤田 まぐろ)
- Maki Fujita (藤田 麻貴)
- Hyouta Fujiyama
- Yoshihide Fujiwara (藤原芳秀)
- Eiichi Fukui (福井 英一)
- Nobuyuki Fukumoto (福本伸行)
- Haruka Fukushima (フクシマ ハルカ)
- Tetsuji Fukushima (ふくしま てつじ)
- Sho Fumimura (史村 翔) (vegeu Yoshiyuki Okamura)
- Kou Fumizuki (文月 晃 Fumizuki Kō)
- Minoru Furuya (古谷 実)
- Mitsutoshi Furuya (古谷三敏)
- Usamaru Furuya (古屋 兎丸)

## G
- Juan Goto

## H
- Moto Hagio (萩尾 望都)
- Kazushi Hagiwara (萩原 一至)
- Lazy Hagiwara
- Mera Hakamada (袴田 めら)
- Maki Hakoda (箱田 真紀)
- Nikku Hall
- Pink Hanamori (花森 ぴんく)
- Kazuichi Hanawa (花輪 和一)
- Hidenori Hara (原秀則)
- Tetsuo Hara (原 哲夫)
- Machiko Hasegawa (長谷川 町子)
- Bisco Hatori (葉鳥 ビスコ)
- Ikuko Hatoyama (鳩山 郁子)
- Tomoko Hayakawa (はやかわ ともこ)
- Daisuke Higuchi (樋口 大輔)
- Tachibana Higuchi (樋口 橘)
- Aoi Hiiragi (柊 あおい)
- Hideshi Hino (日野 日出志)
- Matsuri Hino (樋野 まつり) - Creador de Meru Puri i Vampire Knight
- Hiroshi Hirata (平田 弘史)
- Kenshi Hirokane (弘兼 憲史)
- Saki Hiwatari (日渡 早紀)
- Kyoko Hikawa (ひかわ きょうこ)
- Tsukasa Hojo (北条 司)
- Masaya Hokazono (外薗 昌也)
- Akiyoshi Hongo (本郷 あきよし)
- Yuji Horii (堀井 雄二)
- Yukinobu Hoshino (星野 之宣)
- Mochiru Hoshisato (星里 もちる)
- Yumi Hotta (ほった ゆみ)

## I
- Yukari Ichijo (一条 ゆかり）
- Masato Ichishiki (一式 まさと)
- Daisuke Igarashi (五十嵐 大介)
- Mikio Igarashi (いがらし みきお)
- Yumiko Igarashi (いがらし ゆみこ)
- Riyoko Ikeda (池田 理代子)
- Ryoichi Ikegami (池上 遼一)
- Koi Ikeno (池野 恋)
- Gō Ikeyamada (池山田 剛)
- Mia Ikumi (征海 未亜) Creador de Tokyo Mew Mew.
- Ichiko Ima (今 市子)
- Yasue Imai (今井 康絵)
- Koji Inada (稲田 浩司)
- Kazurou Inoue (井上 和郎)
- Santa Inoue (井上 三太)
- Takehiko Inoue (井上 雄彦)
- Sukune Inugami (犬上 すくね)
- Kanako Inuki[1] Creadora de mangues de terror
- Ippongi Bang (一本木 蛮)
- Hisaichi Ishii (いしい ひさいち)
- Takashi Ishii (石井 隆)
- Ken Ishikawa (石川 賢)
- Kyuta Ishikawa (石川 球太)
- Masayuki Ishikawa (石川 雅之)
- Yūgo Ishikawa (石川優吾)
- Shotaro Ishinomori (石ノ森 章太郎)
- Osamu Ishiwata (石渡 治)
- Keisuke Itagaki (板垣 恵介)
- Akihiro Ito (伊藤 明弘)
- Akira Ito (伊藤 彰)
- Junji Ito (伊藤 潤二)
- Sei Itoh (伊藤 勢)
- Takehiko Ito (伊東 岳彦)
- Hitoshi Iwaaki (岩明 均)
- Mariko Iwadate (岩館 真理子）
- Yuji Iwahara (岩原 裕二)
- Kaneyoshi Izumi (和泉 かねよし)
- Rei Izumi (依澄 れい)
- Ryo Ikuemi (いくえみ 綾)
- Ilyeh Nahdi

## J
- Judal (ジュダル)

## K
- Kiuyasha Kashujiko
- Naoyuki Kageyama (影山 なおゆき)
- Narumi Kakinouchi (垣野内 成美) creadora de Vampire Princess Miyu
- Kairi Sorano (空廼 カイリ) (Conegut com a 'Kaili Sorano' en anglès; Monochrome Factor)
- Yoko Kamio (神尾 葉子)
- Akimine Kamijyo (上条 明峰)
- Atsushi Kamijo (上條 敦士)
- Yozaburo Kanari (金成 陽三郎)
- Atsushi Kaneko (カネコ アツシ)
- Yukio Kanesada (かねさだ 雪緒)
- Masaomi Kanzaki (神崎 将臣)
- Hajime Kanzaka (神坂) guionista d'alguns mangues de Slayers
- Erika Kari
- Ayumi Kasai (笠井 あゆみ)
- Rurika Kasuga (春日 るりか)
- Kazuhiko Kato (Monkey Punch)
- Masakazu Katsura (桂 正和)
- Izumi Kawachi (河内 和泉)
- Kaiji Kawaguchi (かわぐち かいじ)
- Yumiko Kawahara (川原 由美子)
- Mika Kawamura (川村 美香)
- Noboru Kawasaki (川崎 のぼる) - El 14é guanyador del Shogakukan Manga Award, el 2n guanyador del Kodansha Manga Award
- Mizuki Kawashita (河下 水希) - creador d'Ichigo 100%
- Kayono
- Yuana Kazumi (和深 ゆあな)
- Michiyo Kikuta (菊田 みちよ)
- Masashi Kishimoto (岸本 斉史) creador de Naruto
- Seishi Kishimoto (岸本 聖史) creador de 666 Satan
- Yukito Kishiro (木城 ゆきと)
- Taku Kitazaki (北崎 拓)
- Rakuten Kitazawa (北沢 楽天)
- Mohiro Kitoh (鬼頭 莫宏) creador de Bokurano i Narutaru
- Kiyochika Kobayashi (小林 清親)
- Makoto Kobayashi (小林 まこと)
- Miyuki Kobayashi (小林 深雪)
- Jin Kobayashi (小林 尽)
- Yoshinori Kobayashi (小林 善範)
- Koge-Donbo (コゲどんぼ) aka Kokoro Koharuno (小春こころ)
- Goseki Kojima (小島 剛夕)
- Satoshi Kon (今 敏)
- Takeshi Konomi (許斐 剛)
- Tsukasa Kotobuki (ことぶき つかさ)
- Yun Kouga (高河 ゆん)
- Hirano Kouta (平野 耕太) creador d'Hellsing
- Yū Koyama (小山 ゆう)
- Tite Kubo (久保 帯人) creador de Bleach
- Yuichi Kumakura (熊倉 裕一)
- Kōji Kumeta (久米田 康治) creador de Sayonara Zetsubou Sensei, Katte ni kaizo i Joshiraku - El 32é guanyador del Kodansha Manga Award
- Shosuke Kurakane (倉金 章介)
- Fusako Kuramochi (くらもち ふさこ)
- Iou Kuroda (黒田 硫黄 Kuroda Iō)
- Masami Kurumada (車田 正美)
- Hidenori Kusaka (日下 秀憲)
- Maki Kusumoto (楠本 まき)
- Kei Kusunoki (楠 桂)
- Jiro Kuwata (桑田 二郎)

## L
- M. Alice LeGrow
- Little Fish
- Lily Chou-Chou (mangaka)

## M
- Will McCarthy
- Henmaru Machino (町野 変丸)
- Takeshi Maekawa (前川 たけし)
- Miyako Maki (牧 美也子)
- Yoko Maki (槙 ようこ)
- Tateno Makoto (立野 真琴)
- Mangataro (漫☆画太郎)
- Suehiro Maruo (丸尾 末広)
- Hiro Mashima (真島 ヒロ) - Creador de Groove Adventure Rave i Fairy Tail
- Hiroshi Masumura (ますむら ひろし)
- Sanami Matoh (真東 砂波)
- Izumi Matsumoto (まつもと 泉)
- Jiro Matsumoto (松本 次郎)
- Leiji Matsumoto (松本 零士)
- Taiyo Matsumoto (松本 大洋)
- Tomo Matsumoto (マツモト トモ)
- Hino Matsuri (樋野 まつり)
- Seiji Matsuyama (松山 せいじ)
- Yoko Matsushita (松下 容子)
- Tokihiko Matsuura (松浦聡彦)
- Mineo Maya (魔夜 峰央)
- Tohya Miho (凍耶 美穂)
- Ryoji Minagawa (皆川 亮二)
- Haruka Minami (みなみ 遥)
- Kazuya Minekura (峰倉 かずや)
- Takuya Mitsuda (満田 拓也)
- Suzue Miuchi (美内 すずえ)
- Kentaro Miura (三浦 建太郎)
- Mitsuru Miura (三浦 みつる)
- Riko Miyagi (宮城 理子)
- Kaho Miyasaka (宮坂 香帆)
- Hayao Miyazaki (宮崎 駿)
- Megumi Mizusawa (水沢めぐみ)
- Kyoko Mizuki (水木 杏子)
- Shigeru Mizuki (水木 しげる)
- Wakako Mizuki (水樹 和佳子)
- Hideko Mizuno (水野 英子)
- Junko Mizuno (水野 純子)
- Setona Mizushiro (水城 せとな)
- Hitomi Mizutani (水谷 瞳)
- Aqua Mizuto (水都 あくあ)
- Jun Mochizuki (望月 淳)
- Minetaro Mochizuki (望月 峯太郎)
- Motoni Modoru (本仁 戻)
- Reiko Momochi (ももち 麗子)
- Jimpachi Mōri (毛利 甚八)
- Kaoru Mori (森 薫)
- George Morikawa (森川 ジョージ)
- Ai Morinaga (森永 あい)
- Masanori Morita (森田 まさのり)
- Daisuke Moriyama (森山 大輔)
- Milk Morizono (森園 みるく)
- Daijiro Morohoshi (諸星 大二郎)
- Hagio Moto (萩尾望都)
- Hiroshi Motomiya (本宮 ひろ志)
- Natsumi Mukai (迎 夏生)
- Nemu Mukudori (夢来鳥 ねむ)
- Maki Murakami (村上 真紀)
- Motoka Murakami (村上 もとか)
- Hiromu Mutou (武藤 啓)
- A-ko Mutsu (陸奥 A子)

## N
- Go Nagai (永井 豪)
- Satoru Nagasawa (長沢 智)
- Takumi Nagayasu (ながやす 巧)
- Hisaya Nakajo (中条 比紗也)
- Nagamu Nanaji (七路 眺)
- Yoshiki Nakamura (仲村佳樹)
- Kiriko Nananan (魚喃 キリコ)
- Aoi Nanase (七瀬 葵)
- Kaori Naruse (成瀬 かおり)
- Yuri Narushima (なるしま ゆり)
- Yoshinori Natsume (夏目 義徳)
- Mie Nekoi (猫井 ミィ)
- Yasuhiro Nightow (内藤 泰弘)
- Tsutomu Nihei (弐瓶 勉)
- Keiko Nishi (西 炯子)
- Shinji Nishikawa (西川 伸司)
- Shinobu Nishimura (西村 しのぶ)
- Tatsuo Nitta (新田 たつお)
- Takeshi Nogami
- Junichi Nojo (能條 純一)
- Eiji Nonaka (野中 英次)

## O
- Oh! great aka Ito Ogure (大暮 維人)
- Tsugumi Ōba (大場 つぐみ) co-creador de Death Note
- Miho Obana (小花 美穂)
- Takeshi Obata (小畑 健) co-creador de Death Note
- Eiichiro Oda (尾田 栄一郎) creador de One Piece
- Etsushi Ogawa (小川 悦司)
- Saori Oguri (小栗 左多里)
- Mineko Ohkami (押上 美猫)
- Yumiko Ohshima (大島 弓子)
- Kaoru Oikawa (笈川かおる)
- Yoshiyuki Okamura (a.k.a. Sho Fumimura)
- Reiko Okano (岡野 玲子)
- Kyoko Okazaki (岡崎 京子)
- Hiroya Oku (奥 浩哉)
- Hitoshi Okuda (奥田 ひとし)
- Toshihiro Ono (小野 敏洋)
- Yūkō Osada (長田 悠幸)
- Towa Oshima (大島 永遠)
- Katsuhiro Otomo (大友 克洋)
- Minami Ozaki (尾崎 南)
- Lynn Okamoto (岡本 倫) creador de Elfen Lied
- Takeuchi Naoko

## P
- Peach-Pit (ピーチ・ピット, Pīchi Pitto)

## R
- Makoto Raiku (雷句 誠)
- Marimo Ragawa (羅川 真里茂)
- Koshi Rikdo (六道 神士 Rikudō Kōshi)
- Noboru Rokuda (六田登)

## S
- Yoshiyuki Sadamoto (貞本 義行)
- Rieko Saibara (西原 理恵子)
- Fumi Saimon (柴門 ふみ)
- Chiho Saito (さいとう ちほ)
- Takao Saito (さいとう たかを)
- Hisashi Sakaguchi (坂口 尚)
- Yasuko Sakata (坂田 靖子)
- Kenichi Sakura (佐倉 ケンイチ)
- Momoko Sakura (さくら ももこ)
- Erica Sakurazawa (桜沢 エリカ)
- Hiroaki Samura (沙村 広明)
- Riku Sanjo (三条 陸)
- Noriko Sasaki (佐々木 倫子)
- Shio Satō (佐藤 史生)
- Machiko Satonaka （里中 満智子）
- Yoshio Sawai (澤井 啓夫) - creador de Bobobo-bo Bo-bobo
- Akira Segami (瀬上 あきら)
- Shizuru Seino (清野 静流)
- Iori Shigano (しがの 夷織)
- Shuichi Shigeno (しげの 秀一)
- Ayumi Shiina (椎名 あゆみ)
- Kazuhiko Shimamoto (島本 和彦)
- Reiko Shimizu (清水 玲子)
- Shimizu Yuki (志水 ゆき)
- Arisa Shinju
- Mayu Shinjo (新條まゆ)
- Chie Shinohara (篠原 千絵)
- Toru Shinohara (篠原とおる)
- Kaoru Shintani (新谷 かおる)
- Motoei Shinzawa (新沢 基栄)
- Sanpei Shirato (白土 三平)
- Kotobuki Shiriagari (しりあがり 寿)
- Masamune Shirow (士郎 正宗)
- Kouyu Shurei (珠黎 こうゆ)
- Masahito Soda (曽田 正人)
- Kenichi Sonoda (園田 健一)
- Mitsuyoshi Sonoda (園田 光慶)
- Hideaki Sorachi (空知 英秋)
- Fuyumi Soryo (惣領 冬実)
- Shigeru Sugiura (杉浦 茂)
- Yukiru Sugisaki (杉崎 ゆきる) (Creador de D.N Angel)
- Natsuki Sumeragi (皇 なつき)
- Ganma Suzuki (鈴木 ガンマ)
- Nakaba Suzuki (鈴木 央)

## T
- Megumi Tachikawa (立川 恵)
- Kaoru Tada (多田 かおる)
- Yumi Tada (多田 由美)
- Harada Taeko (原田 妙子)
- Sho-U Tajima (田島 昭宇)
- Nico Tanigawa pseudònim de dos artistes (una guionista i una dibuixant), creadors de WataMote
- Jiro Taniguchi creador de Barri llunyà
- Tony Taka
- Yoku Takaba (鷹羽 翌)
- Shinichiro Takada (高田 慎一郎)
- Yuzo Takada (高田 裕三)
- Kagami Takaya (鏡 貴也)
- Natsuki Takaya (高屋 奈月) creador de Fruits Basket
- Yoshiki Takaya (高屋 良樹)
- Rie Takada (高田 りえ)
- Yuzo Takada (高田 裕三)
- Kan Takahama (高浜 寛)
- Kazuki Takahashi (高橋 和希) creador de Yu-Gi-Oh!
- Koji Takahashi (高橋 幸慈)
- Mitsuba Takanashi (高梨 みつば)
- Rumiko Takahashi (高橋 留美子) creadora d'InuYasha, Ranma 1/2, Maison Ikkoku i Urusei Yatsura
- Shin Takahashi (高橋 しん)
- Tsutomu Takahashi (高橋 ツトム)
- Yoichi Takahashi (高橋 陽一)
- Yousuke Takahashi (高橋 葉介)
- Hinako Takanaga (高永 ひなこ)
- Fumiko Takano (高野 文子)
- Hiroyuki Takei (武井 宏之)
- Keiko Takemiya (竹宮 惠子)
- Izumi Takemoto (竹本 泉)
- Kozue Takeuchi (武内 こずえ)
- Naoko Takeuchi (武内 直子) creadora de Sailor Moon
- Yumi Tamura (田村 由美)
- Taka Tanaka (田中 たか)
- Arina Tanemura (種村 有菜)
- Jirō Taniguchi (谷口 ジロー)
- Tomoko Taniguchi (たにぐち 智子)
- Yoshihiro Tatsumi (辰巳 ヨシヒロ) creador del gekiga
- Katsuya Terada (寺田 克也)
- Buichi Terasawa (寺沢 武一)
- Osamu Tezuka (手塚 治虫) considerat el Déus dels Manga, és el creador del manga
- Izumi Tōdō (東堂 いづみ)
- Yoshihiro Togashi (冨樫 義博)
- Yoshuren Tokai (N/A)
- Hitoshi Tomizawa (富沢 ひとし)
- Tono
- Saho Tono (冬野 さほ)
- Akira Toriyama (鳥山 明) creador de Dragon Ball i Dr. Slump
- Toshio Maeda
- Kei Toume (冬目 景)
- Ema Toyama (遠山 えま)
- Shuko Toyama (前田俊夫)
- Masami Tsuda (津田 雅美)
- Yoshiharu Tsuge (つげ 義春)
- Yumi Tsukirino (つきりの ゆみ)
- Sakura Tsukuba (筑波 さくら)
- Taku Tsumugi (紡木 たく)
- Jiro Tsunoda (つのだ じろう)
- Daisaku Tsuru (都留 泰作)
- Kenji Tsuruta (鶴田 謙二)

## U
- Masashi Ueda (植田 まさし)
- Miwa Ueda (上田 美和)
- Naoki Urasawa (浦沢 直樹)
- Yoshito Usui (臼井 儀人)
- Kazuo Umezu (楳図 かずお)
- Chica Umino (羽海野 チカ)
- Akinobu Uraka (有楽彰展)
- Yuki Urushibara (漆原 友紀)
- Satoshi Urushihara (うるし原 智志)
- Hiroyuki Utatane (うたたね ひろゆき / 一二三 四五)
- U-Jin (遊人)

## W
- Taeko Watanabe (渡辺 多恵子)
- Masako Watanabe (わたなべ まさこ)
- Yoshitomo Watanabe (渡辺 祥智)
- Yuu Watase (渡瀬 悠宇) - Creador de Fushigi Yuugi
- Nobuhiro Watsuki (和月 伸宏) - Creador de Rurouni Kenshin i Buso Renkin

## Y
- Kentaro Yabuki (矢吹 健太朗) - Creador de Black Cat
- Yuu Yabuchi (やぶうち 優)
- Hiroki Yagami (八神 ひろき)
- Yu Yagami (矢上 裕)
- Norihiro Yagi (八木 教広) - Creador de Claymore
- Yoshihiro Yamada (山田 芳裕)
- Akihiro Yamada (山田 章博)
- Keiko Yamada (山田 圭子)
- Naito Yamada (やまだ ないと)
- Nanpei Yamada (山田 南平)
- Tatsuhiko Yamagami (山上 たつひこ)
- Ryoko Yamagishi (山岸 凉子)
- Hideo Yamamoto (山本英夫)
- Naoki Yamamoto (山本 直樹)
- Kazue Yamamoto (山本 和枝) - Mangaka de l'Studio Ego.
- Sumika Yamamoto (山本 鈴美香)
- Jūzō Yamasaki (やまさき 十三)
- Tomomi Yamashita (山下 友美)
- Waki Yamato (大和 和紀)
- Kimio Yanagisawa (柳沢 きみお)
- Yoshikazu Yasuhiko (安彦 良和)
- Ai Yazawa (矢沢 あい)
- Nao Yazawa (谷沢 直) - Creador de Nana
- Naoki Yokouchi (横内 なおき)
- Mitsuteru Yokoyama (横山 光輝)
- Akimi Yoshida (吉田 秋生)
- Sensya Yoshida (吉田 戦車)
- Tatsuo Yoshida (吉田 竜夫)
- Kanji Yoshikai (吉開 寛二)
- Kagami Yoshimizu (美水 かがみ)
- Fumi Yoshinaga (よしなが ふみ)
- Wataru Yoshizumi (吉住 渉)
- Yudetamago (ゆでたまご)
- Kaori Yuki (由貴 香織里)
- Masami Yuki (ゆうき まさみ)
- Shiwo Yoneyama, autor de Bloody Cross